# Massimo Lucarelli
Massimo Lucarelli (Ancona, 14 agosto 1950) è un ex cestista e dirigente sportivo italiano.

## Carriera
In Serie A ha vestito la maglia di Varese, con cui ha vinto due scudetti, Cagliari, Pesaro e Milano.
Inizia a giocare nella Stamura Ancona, a 15 anni passa alla Libertas Biella. Diventa nazionale Juniores e partecipa al campionato europeo a Vigo in Spagna del 1968 (concluso al terzo posto).
Promozione nel 1970 al campionato di serie A con la Libertas Biella.
Partecipa con la Nazionale Militare, Nazionale Under 22, Nazionale B e Nazionale A sperimentale a vari tornei in Italia e all'estero.

## Palmarès
- Campionato italiano: 2

Pall. Varese: 1972-73, 1973-74
- Coppa dei Campioni: 1

Pall. Varese: 1972-73
- Coppa Italia: 1

Pall. Varese: 1973
- Coppa Intercontinentale: 1

Pall. Varese: 1973